# Raspes del Castell
Les Raspes del Castell són unes costes de muntanya del terme municipal de la Torre de Cabdella, al Pallars Jussà, en el territori del seu terme primigeni.
Estan situades al vessant nord del Castell de Rus, al nord-oest del Tuc de la Mina.